# Těatralnaja (stanice metra v Moskvě)
Těatralnaja (rusky Театральная) je stanice moskevského metra na Zamoskvorecké lince v její centrální části. Pojmenována je podle nedalekého divadla Bolšoj těatr a Divadelního náměstí (Těatralnaja ploščaď).

## Charakter stanice
Stanice Těatralnaja je podzemní, ražená, pilířová, hluboko založená (33,9 m hluboko pod zemí). Otevřena byla 11. září 1938 jako jedna ze stanic historicky prvního úseku druhé linky; mezi ní a stanicí Ochotnyj rjad byl vůbec první přestupní bod v celém moskevském metru. V pozdějších dobách přibyla i možnost přestupu na třetí linku (do stanice Ploščaď Revoljucii). Obklad stanice tvoří mramor a labradorit, strop je bohatě zdobený. Do 5. listopadu 1990 se stanice jmenovala Sverdlovskaja po Jakovu Sverdlovovi.